# ラトビアのイスラム教
本項目では、ラトビアのイスラム教について記述する。
ラトビア国内でムスリム（イスラム教徒）の存在が初めて書物に記されたのは19世紀初頭に遡る。19世紀初頭のムスリムは主にタタール人とテュルク系民族の者もしくはその子孫であり、 そのほとんどが望むことなくラトビアへと連行されてきた人々であった。このムスリムの中にはクリミア戦争や1877年の露土戦争のトルコ人捕虜が含まれていた。露土戦争後、ほぼすべてのトルコ人捕虜がツェーシスへと移送され、その厳しい気候に対し防寒具や暖を取る設備無しでの生活を余儀なくされた故に約30人がなくなった。
ピュー研究所によれば、ラトビア国内のムスリムの総人口は約2000人と推定されている。

## 20世紀
1902年、ムスリムによる宗教会合がラトビア政府により公式に設立と認可を受けた。現地のイスラム教コミュニティはイブラヒム・ダヴィドフを指導者に選出し祈祷場を開設した。20世紀前半、ラトビアに居住するムスリムの大多数はロシア帝国軍から招集を受けた。軍務から解放されると、ほぼすべての者がモスクワへと移り住んでいった。
ソビエト連邦の成立とその後の市民戦争時代には、多くの難民がラトビアへと流入、この中には様々な民族のムスリムが含まれていた。しかしながら、彼らは皆土着のラトビア人からはトルコ人とみなされていた。1928年、テュルク系の僧侶であるフスネトディノフがリガのムスリム・コミュニティの指導者に選出された。彼は1940年までこの役職を務めた。